# クレイジー・オン・ユー
「クレイジー・オン・ユー」（"Crazy on You"）はアメリカのロックバンド、ハートの曲。1975年のデビュースタジオアルバム『ドリームボート・アニー』からのシングルカットで、カナダではアルバムからの3枚目のシングルとして1976年3月に、アメリカ合衆国ではアルバムからの1枚目のシングルとしてリリースされた。カナダではトップ25、アメリカではトップ35に達し、アルバムからの2枚目のシングルとして1977年に発売されたオランダとベルギーではより成功してそれぞれ2位および13位に到達した。この曲はハートの代表曲の一つと見なされており、合衆国のクラシックロックラジオ局で最も多くかけられる曲の一つでもある。
この曲は『アメリカン・ポップ』（1981年）、『ハロルドとクマール ホワイトキャッスルへ行く』（2004年）、『雨の日は会えない、晴れた日は君を想う』（2015年）、『キャプテン・マーベル』（2019年）、『ガーディアンズ・オブ・ギャラクシー:VOLUME 3』（2023年）などの映画のサウンドトラックでも使用されている。

## 詳細
「クレイジー・オン・ユー」は、ハートのアコースティック曲である「シルヴァー・ホイールズ」としても認識されている象徴的なアコースティックギターのインストゥルメンタルで始まり、そのあとで初期のバンドの特徴的なサウンドであったテンポの速いロックに変化する。「クレイジー・オン・ユー」は、アコースティックギターとエレキギターのペアという比較的珍しい組み合わせと、当時のロック界では珍しかった女性ギタリストという二つの事実で注目を集めた。ラジオ番組『In the Studio with Redbeard』に出演してアルバム『ドリームボート・アニー』について語った共作者でギタリストのナンシー・ウィルソンによれば、この素早いアコースティックギターのリズムパートはムーディー・ブルースの1970年の曲「クエスチョン」にインスパイアされたもので、ギターリフはレコーディング中にロジャー・フィッシャーが作ったという。
この曲の歌詞は、一晩の情熱の中で、世界の全ての問題を忘れたいという人の願いを歌っている。アン・ウィルソンが2007年にテレビ番組『Private Sessions』のインタビューで、この曲は1970年代初頭のアメリカにおけるベトナム戦争と社会不安によって引き起こされたストレスに応えて書かれたものだと明かした。
この曲は、バンドのメンバーがカナダ＝アメリカ国境近くのワシントン州ポイントロバーツの小さなコテージで暮らしている時期に書かれた。

## リリース
1976年3月にカナダとアメリカでリリースされると、同年5月にカナダでRMP誌のトップシングルチャートの25位となり、アメリカではその翌月にBillboard Hot 100の35位に到達した。この曲はハートの代表曲の一つとなり、北アメリカのクラシック・ロックラジオ局の定番となった。この曲は、FMのアルバム指向のロックラジオ局で多数オンエアされ、アルバムの売り上げにも貢献した。
この曲が頻繁にオンエアされた当時のヒットラジオ局であるシカゴを拠点とするWSL-AMは、「クレイジー・オン・ユー」を1976年のヒット曲の30位にランク付けした。同局の調査では、1976年8月7日に第3位となっている。「クレイジー・オン・ユー」の成功を受けて、「マジック・マン」がアメリカと、カナダのそれまであまりオンエアされなかった一部地域で再リリースされた。
オランダでは、「クレイジー・オン・ユー」は「マジック・マン」に続く『ドリームボート・アニー』からの2枚目のシングルとして1977年2月にリリースされ、同国の2つのチャートでそれぞれ2位と4位に到達した。隣国ベルギーでも13位となった。
このシングルの当初のB面だった「夢見るアニー」は、1976年12月にA面としてリリースされた。アルバムで「クレイジー・オン・ユー」の直前に納められた「夢見るアニー」の最も短いバージョンは曲間が少ししか空いていなかったため、初めてアルバムを聞いた人はは一続きの曲だと思うことが多かった。
マッシュルーム・レコードは1977年後半にアメリカとカナダで同じカタログナンバーとB面で「クレイジー・オン・ユー」を再発売した。1978年2月に、再発売版はBillboard Hot 100の62位に、RPM誌のトップシングルチャートの68位をに到達した。
2013年、ロックの殿堂入りに際して、バンドのオリジナルメンバーが30年ぶりにこの曲を演奏した。バンドの現在のメンバーは「バラクーダ」を演奏した。

## パーソネル
『ドリームボート・アニー』のライナーノーツより転載。
- アン・ウィルソン – リードボーカル、フルート、バックボーカル
- ナンシー・ウィルソン – アコースティックギター、バックボーカル
- ロジャー・フィッシャー – エレキギター
- ハワード・リーズ – エレキギター
- スティーヴ・フォッセン – ベース
- キャット・ヘンドリクス – ドラムス
- ロブ・ディーン – シンセサイザー
- ジェフ・フーバート – バックボーカル
- テッシー・ベンスッセン – バックボーカル
- ジム・ヒル – バックボーカル

### 製作
- マイク・フリッカー – プロデューサー、エンジニア
- ハワード・リーズ – プロデューサー補助
- ロルフ・ヘンネマン – エンジニア
- パトリック・コリンズ – マスタリング

## チャート成績
| チャート（1976年–1977年）                   | 最高 順位 |
| ------------------------------------------- | --------- |
| オーストラリアAustralia (Kent Music Report) | 70        |
| ベルギー (Ultratop 50 Flanders)             | 16        |
| カナダ トップシングルス (RPM)               | 25        |
| オランダ (Dutch Top 40)                     | 2         |
| オランダ (Single Top 100)                   | 4         |
| US Billboard Hot 100                        | 35        |
| US Cash Box Top 100                         | 40        |

| チャート（2023年）                          | 最高 順位 |
| ------------------------------------------- | --------- |
| US Hot Rock & Alternative Songs (Billboard) | 25        |

| チャート（1976年）          | 順位 |
| --------------------------- | ---- |
| カナダ トップシングル (RPM) | 182  |

| チャート（1977年）        | 順位 |
| ------------------------- | ---- |
| オランダ (Dutch Top 40)   | 59   |
| オランダ (Single Top 100) | 58   |